# 埃琳·内勒
埃琳·妮科尔·内勒（英語：Erin Nicole Nayler；1992年4月17日—），新西兰女子职业足球运动员，司职守门员，目前效力于拜仁慕尼黑足球俱乐部和新西兰国家女子足球队。她曾代表新西兰参加2020年夏季奥林匹克运动会女子足球比赛和2023年国际足联女子世界杯等多场国际赛事。